# Stegophilus
Stegophilus is een geslacht van straalvinnige vissen uit de familie van de parasitaire meervallen (Trichomycteridae).

## Soorten
- Stegophilus insidiosus Reinhardt, 1859
- Stegophilus panzeri (Ahl, 1931)
- Stegophilus septentrionalis Myers, 1927